# Stenopelmatus monahansensis
Stenopelmatus monahansensis är en insektsart som beskrevs av Stidham, T.A. och J.A. Stidham 2001. Stenopelmatus monahansensis ingår i släktet Stenopelmatus och familjen Stenopelmatidae. Inga underarter finns listade i Catalogue of Life.